# Ландо, Пьетро

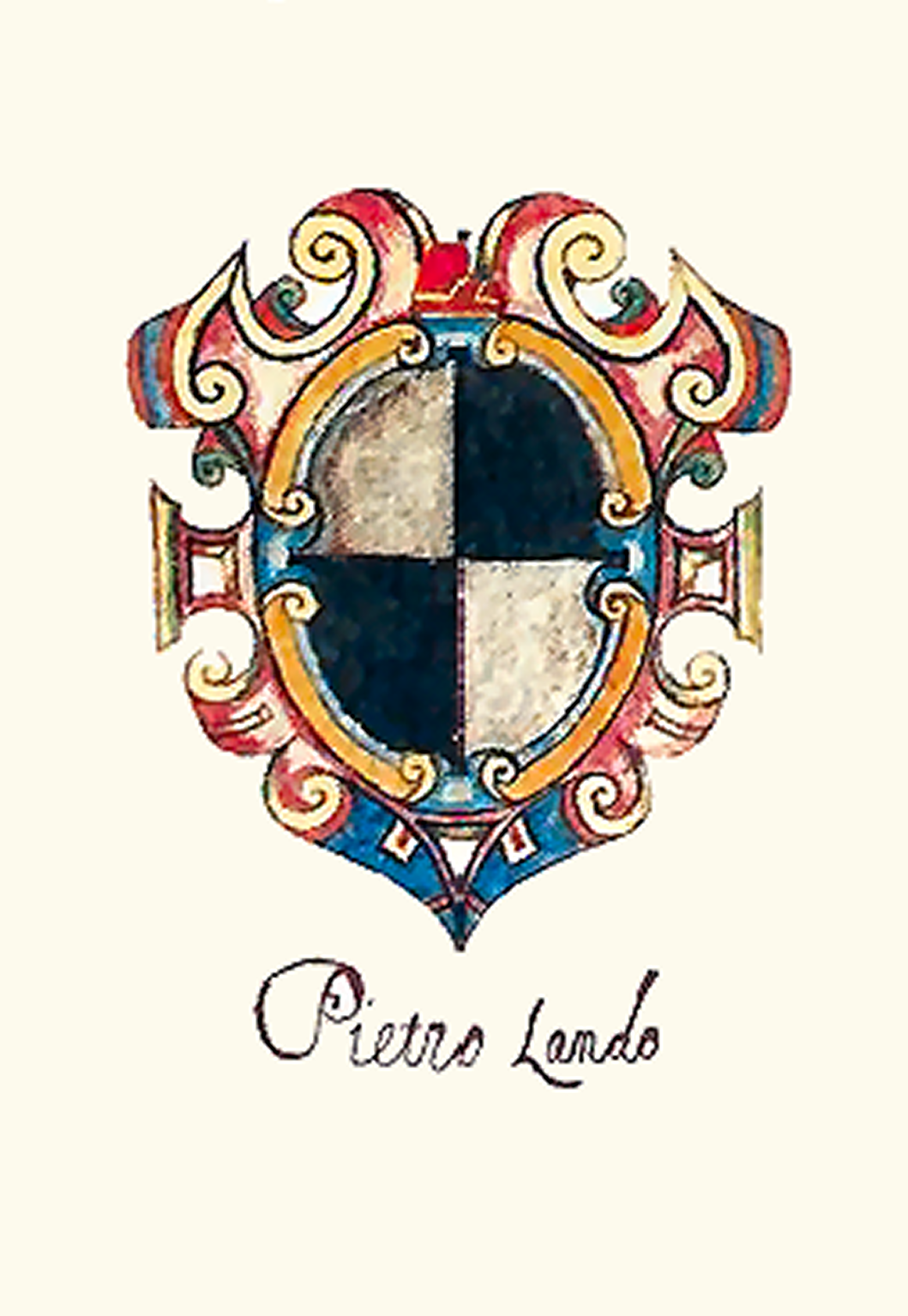
Герб дожа

Пьетро Ландо (итал. Pietro Lando; 1462 — 9 ноября 1545) — был 78-ым дожем Венеции с 1538 по 1545 год.
Он сделал блестящую карьеру в качестве генерал-капитана флота, но в 1540 году был вынужден подписать унизительный мирный договор с Сулейманом I, уступив последние владения Венеции на Пелопоннесе Османской империи. Он был женат на Марии Паскуалиго.

## Биография

### Молодость
Пьетро Ландо, сын Джованни и Стеллы Фоскари, в юности посвятил себя сначала изучению Платона, а затем, как и почти все молодые венецианские аристократы того времени, торговле на Востоке, но так и не разбогател. Вернувшись в Венецию, он посвятил себя судебному искусству, а затем много путешествовал, преуспев в искусстве управления и администрирования, поскольку его неоднократно назначали главой города и он несколько раз становился послом своей родины. Он женился на Марии Паскуалиго, у них было двое детей. Пьетро Ландо был потомком Сгуры Буа Шпаты.[2]

### Тюрьма
Получив множество административных назначений, Пьетро Ландо был отправлен в окрестности Романьи (Фаэнцы), где был взят в плен в 1509 году силами Камбрейской лиги, объединившей силы Франции, Испании, Папской области, Австрии и других небольших королевств против Венеции. После трёх тяжёлых лет заключения он был освобождён по условиям мирного договора и смог вернуться в Венецию. Возможно, из-за душевных терзаний, вызванных арестом, он на какое-то время отошёл от общественной деятельности, хотя в 1534 году ему удалось стать прокуроромСан-Марко, что свидетельствовало о том, что его восхождение к более ответственным должностям всё же не прекратилось. Он был соратником дожа Андреа Гритти и после его смерти (28 декабря 1538 года) стал одним из претендентов на его место.

### Дож
Его избрание состоялось в воскресенье, 19 января 1539 года. Торжественные празднования по случаю его избрания были прерваны известием о четырёх убийствах, совершённых неким Пьетро Рамбенти, который за деньги убил свою тётю по материнской линии, её двух маленьких детей и одного слугу. В 1542 году, когда Венеция хотела заключить соглашение с Османской Империей, выяснилось, что некоторые секретари важнейших государственных органов продавали врагу информацию, что привело к потере ценных крепостей. Более того, достигнутый мир был лишь временным. Следует иметь в виду, что именно после этого события было принято решение учредить, а затем и укрепить должность «государственных инквизиторов», известных прежде всего тем, что в XVIII веке они вели тотальный контроль над венецианским обществом. Тайных агентов, связанных с этим учреждением, называли «бабау». В 1539 и 1543 годах в Венеции свирепствовал голод, унёсший жизни многих жителей и вызвавший народный гнев против правительства.

### Последние годы и смерть
1544 год начался со спора между римской инквизицией, которая хотела распространить своё влияние на территорию республики, и Венецией, которая отказывалась от внешнего вмешательства. Ландо отказывался принимать участие в советах и заседаниях правительства, в попытках не подогревать народное недовольство. Предполагалось, что он отречётся от престола по причине недееспособности, но 9 ноября 1545 года он умер и был похоронен в церкви Сант-Антонио-ди-Кастелло (снесена в 1810 году); его прах был утерян.